# Нижнедевицкий уезд
Нижнедевицкий уезд — административно-территориальная единица в составе Воронежской губернии, существовавшая в 1779—1928 годах. Уездный город — Нижнедевицк.

## Географическое положение
Уезд располагался на западе Воронежской губернии, граничил с Курской губернией. Площадь уезда составляла в 1897 году 3 288,4 верст² (3 742 км²), в 1926 году — 5 668 км².

## История
Заселение территории будущего уезда, описаное в Воронежских Епархиальных ведомостях за 1908 год, в номере 20, Федором Поликарповым. Материалом для составления статьи послужили документы, имевшиеся в распоряжении Поликарпова и устные предания. А именно использованы материалы из: 1). Церковные летописи, выписанные Воронежским Церковно-Археологическим комитетом. 2). Описания церквей и приходов из разных сел уезда присланные в указанный комитет. 3). Печатные работы митрополита Евгения Болховитинова, архимандрита Дмитрия Самбикина, А. М. Правдина, Н. И. Поликарпова, статья Германова «Постепенное распространение однодворского населения в Воронежской губернии» и записки Императорского русского географического общества кн. 12 Спб. 1857 год. 4). Дела Консисторского архива. 5) Личные наблюдения автора, направленного в те края Императорской Академией наук для диалектических изысканий в 1908 году.

### Время заселения Нижнедевицкого уезда
Заселение местности относится к началу 17 го столетия, когда уже густо были заселены берега рек Оскол, Дон, Воронеж и Усмань. В первой половине столетия появились села Истобное (церковь в селе существует с 1667 года), Турово, Семидесятное, Никольское. В трёх этих селах имелись часовни уже в 1676 году. Роговатое (Погорелое), Роговое (церковь с 1676 года). К середине века появились Солдатское на Геросиме, Димитриевское (Чужиково), Кочетовка. К концу 17 го столетия- началу 18 го, относится появление Нового Мелового, Шаталовки, Россошей, Красного, Вязноватого и Новой Ольшанки. В 17 м столетии населены и Верхняя Девица (Кучугуры) и деревня Хохол. В начале восемнадцатого столетия возникла и Нижняя Девица, переименованная впоследствии в город, а также села Першино, Ясенки (церковь здесь с 1750 года), Ключи, Новосолдатское (Суцепы), Синие Липяги. К первой половине восемнадцатого века относится появление сел: Хорошилова, Городища, Нижнего Гнилого (церковь с 1845 года). Между 1730 и 1750 годами появились села Богородицкое, Терехово, Вислое и Болото. Около 1740 года село Березово. К середине восемнадцатого столетия, скорее всего, можно отнести и возникновение села Кулевка, а Мокрец и Нижние Борки появились ближе к концу века. К началу девятнадцатого века возникли села: Хвощеватое (храм с 1878 года) и Остренькое (храм с 1859 года). В тридцатых годах 19 века образовалось село Владимировка (храм с 1874 года), Скупая Потудань (храм 1860 года), Новая Матренка (Никольский верхний выселок, церковь с 1858 года), Никольское на Еманче (Никольский нижний выселок, храм с 1878 года). Вероятно, во второй половине века появились Боровка (церковь с 1901 года) и Верхняя Боровая Потудань (храм с 1903 года).
Выходцы из соседних краев которыми населялся Нижнедевицкий уезд. Более других это переселенцы из Курской губернии, граничащей с уездом. Селились в основном в западной части местности. Выходцами из Курска населены села: Солдатское на Геросиме, Новое Меловое. Горнее (Архангельское) в основном переселенцы из Белгородского уезда и Старого Оскола. Хорошилово предположительно из села Старица. Иные села также имеют в поселении курян, как например села: Верхняя Девица (Кучугуры), Ясенки, Березово (из Рыльского уезда), Першино (из Щигров). Есть куряне и в Россоши. Частью они селились и в восточной части Нижнедевицкого уезда. В селе Синие Липяги, (на Швыревке), есть выходцы из села Швыревка. Кроме курян местность населялась и выходцами из Тульской губернии. Из под Тулы пришли переселенцы в села: Ключи, Солдатское на Геросиме, из под Ефремова пришли в Першино и в Ключи также. Из Чернского уезда в Старое и Новое Меловое. Тульские дворяне являются первыми поселенцами в селе Шаталовке. Гораздо реже появлялись переселенцы из более отдалённых мест. В селах Ясенки есть люди из Черниговской губернии (село Чернь), в Петровском (Березово), тверичане из села Дарьевка. Деревня Решетовка населена выходцами из Калуги, деревня Кореневка выходцами из под Нижнего Новгорода. В Старом и Новом Меловом есть поселенцы из Орловской губернии. Из Московской губернии также имеются поселенцы в селе Ясенки. Князем Меньшиковым из подмосковья были выведены малороссы в село Знаменское, а с ними пришли и Суздальцы и выходцы из-под Новочеркасска. В Солдатском на Геросиме, есть выходцы с низовьев Дона. В Синих Липягах есть Харьковчане. Кроме этого наверняка имелась и часть переселенцев из иных краев отдалённых и не очень. Из Воронежского края, к примеру, большей частью переселялись люди из Задонского уезда, ими населено село Хвощеватое. Деревня Решетовка, помещичьи крестьяне из села Ксизова. Синие Липяги (на Дубовщине, — выходцы села Дубовое. Семидесятное, — из сел Хлевное и Конь-Колодезь, Воробьевки и Дмитряшевки. В Старое Никольское (Матренки, — в 1796 году, указом Казённой палаты, переселены из Задонского уезда сорок дворов. В Красное и Березово заселились пришельцы из Землянского уезда и из села Архангельское (Голышевка), Коротоякского уезда и того же уезда, села Платавы, — в Кочетовку. Помимо этого в Кочетовку переселилось множество жителей из Костенска Воронежского уезда, к которому село ранее и принадлежало.

### Первые поселенцы
Известны некоторые имена первооснователей сел Нижнедевицкого уезда. Например: В Ясенках- Юрий Терезин и предки крестьян Бурдастых. В Кулевке, — однодворец Родион Кулик, в Терехове, — некто Терентий, в Горнем, — Киприан Гончаров, в Солдатском на Котле, — Фома и Яков Кортиковы и в Новосолдатском, — солдат Бартенев. Великолепная и богатая местность привлекала сюда множество переселенцев вслед за первооткрывателями. Кроме этого и царская служба приводила сюда новых людей. Село Шаталовка по большей части населялось дворянами и детьми боярскими, несшими здесь пограничную службу. Служивые люди расселялись по долгу службы и в иные места, устраивая новые «городища» и «сторожевые места». Так, например, возникло село Городище. Необжитость и пограничье, привлекали в места эти и лихой люд. Немало существует легенд о «разбойничках». Село Семидесятное, по легенде получило своё название от семидесяти разбойниках, обитавших здесь. Первые поселенцы Ясенок занимались грабежами по дороге из Воронежа в Курск. Сохранились воспоминания о названиях лесов и яров связанных с разбойничьими шайками: атамана Гузея, — лес Гузеевка, Абрама, — Абрамова яружка и т. д. Так вот и заселялся Нижнедевицкий край. По временам, в селениях становилось тесно, люди переселялись на более свободные земли, смешиваясь уже с жителями соседних деревень и сел. Образовывались новые смешанные поселения, менялся состав жителей и в уже существующих. Из Шаталовки пришли переселенцы в Истобное и Синие Липяги, образуя новые улицы с названиями их родины. В Синие Липяги ещё переселились люди из села Терехова (улица Тереховка). От Истобного далее образовалась Скупая Потудань, деревня Менжилюка и хутор Ключи. Выходцы из Семидесятовки образовали Кочетовку, к ним присоединились выходцы из Синих Липягов и Хохла. Из хутора Николаевки переведено 60 крестьян во Владимировку. Деревня Харкеевка и Перелешина населены жителями Шаталовки.

### Состав населения и способ переселения его в Нижнедевицкий уезд
Способ переселения, как видно, был весьма разнообразен, как разнообразно и само население. В большинстве случаев заселение происходило добровольно. Главным образом это восточная, Воронежская часть уезда. Из этих переселенцев впоследствии появились государственные крестьяне. Западная часть по большей части Курские переселенцы, это помещичьи крестьяне. Впрочем, и тут, множество смешанных поселенцев. Имелись и «Казенные переселенцы», появившиеся здесь по указу Казённой палаты, например в Никольском. Ну и наконец, привычные в то время, беглые люди из числа солдат уклоняющихся от службы и прочих, (Название селу Солдатскому на Геросиме дали именно солдаты, бежавшие от царской службы).

### Названия сёл
Нередко поселки получают свои названия по именам первых поселенцев. Например Кулевка была названа так в честь первопоселенца Родиона Кулика. Терехово, — по имени некоего Терентия первым поселившимся здесь. Имена и фамилии здешних владельцев крепостных крестьян, тоже становились названиями поселений. Знаменское в простонародии известно, например, как Княжее, по владельцу её, князю Меньшикову. Владимировка (Катериновка, — от имени одного из князей Меньшиковых Владимира и его жены Екатерины. Помещик Шаталов дал название селу Шаталовка, прежде называемой, Потуданью. По фамилии помещика Лачинова названа деревня Лачинова (Бекетово), по фамилии помещицы Решетовой, — деревня Решетовка (Березово). Деревни Харкеевка и Перелешина (Владимировка, — по фамилиям Харкеевича и Перелешина. Села Солдатское на Котле и Геросиме, Новосолдатское (Суцепы) и Бекетово, — от солдатского пикета, стоявшего здесь. В просторечьи переименованного в «бекет». Некоторые отличительные черты населения тоже могут быть применимы к названию сел. Так рогатые кички (головной женский убор), дали название селу Роговатому. Погорелое (второе его название), произошло от погоревшего рядом леса. Истобное (Стебенки), по легенде названо так от нередкого здесь занятия жителей «стебаться», (драться на кнутах или хворостинах). Нередко название селу даёт построенная в нём церковь в честь какого-либо святого. Так получили название села Знаменское (Княжее), Димитриевское (Чижиково), Архангельское (Горкое), Богородицкое (Верхнее Гнилое), Старое Никольское (Матренка), Никольское на Еманче. Часто названия эти только официальные, а народ заменяет их своими собственными. Случается, и местность на которой расположился поселок становится его названием. Название реки или ручья, например. Горы или холма, или озера, болота. Примеры: Верхняя Девица, (Кучугуры). Нижняя Девица (город Нижнедевицк). Верхняя Боровая Потудань, Скупая Потудань, Потудань-Шаталовка, Потудань- Россоши. Гористая местность дала название Кучугурам и Горнему. Меловое от мела здесь избыточного. Вязкая почва, — Вязноватое. Болотистая местность, — Болото, Мокрец, Гнилое, Ключи. Лесистая местность, — Борки (Бор), Березово, Ясенки, Нижняя Ольшанка, Синие Липяги (Липовый лес). Ну, и наконец изредка жители приносят с собой название из прежних своих поселений. Истобное названо здесь по имени их рязанских родных мест, где имеются несколько населённых пунктов, озёр и лесов с именем Истобного.

### Образование Нижнедевицкого уезда
Нижнедевицкий уезд образован в 1779 году в составе Воронежского наместничества (с 1796 года — Воронежской губернии). Образован из уездов, принадлежавших к Курской и Воронежской провинции. До этого восточная часть уезда входила в состав уездов Землянского, Воронежского, Костенского и Коротоякского. От Землянского уезда к Нижнедевицкому отошли села Новая Ольшанка и Вязноватое. От Воронежского уезда Борщевского стана, — села Турово и Хохол. От Костенского, — Семидесятное, Кочетовка и Никольское. От Коротоякского, — Синие Липяги, Истобное, Новосолдатское и Красное. 17 сел было причислено в новый уезд из Старооскольского: Нижняя Девица, Верхняя Девица, Женки, Першино, Богородицкое, Березово, Меловое, Болото, Терехово, Архангельское, Дмитриевское, Солдатское (на Котле), Знаменское (Потудань), Шаталовка, Городище, Солдатское (на Геросиме), Вислое. Четыре села из Новооскольского уезда: Роговатое, Потудань (Россоши), Уколово старого прихода и Уколово нового прихода. Впоследствии два последних села отошли к Коротоякскому уезду, а также от Нижнедевицкого уезда были отписаны, (вписанные в него в 1779 году), села: Избища Землянского уезда, Усть-Муровлянка (Рудаевка) Коротоякского уезда, Богословское Острогожского уезда и Горки Ольшанского уезда, — первое в Землянский уезд, последние три в Коротоякский. Новообразованный уезд вошёл в состав Воронежского наместничества. В церковном отношении разделился на восточную и западную части. Первая принадлежала к Воронежской, а вторая к Белоградской Епархиям. В 1781 году, 21 село, вошедшее в Нижнедевицкий уезд из Старо и Новооскольских переведены из Белоградской епархии в Воронежскую. В 1799 году сюда же перешло и село Ключи. Состав Нижнедевицкого уезда окончательно определился только в начале 19 го столетия, (в 1803 году, при издании штата Воронежской губернии, или в 1824 году, когда губерния получила свой настоящий состав из 12 уездов). Впрочем, образование уезда, ещё долгое время не способствовало объединению населения из-за различия обычаев и культур пришельцев из многочисленных местностей и окраин. Отдельные этнические группы ещё долго стояли особняком друг от друга, испытывая зачастую неприязнь к соседям, несмотря на их внешнее, вернее сказать поверхностное, только официальное объединение.
12 февраля 1923 года к Нижнедевицкому уезду были присоединены Быковская, Касторенская, Краснодолинская, Никольская и Ореховская волости упразднённого Землянского уезда. Из Нижнедевицкого уезда в Воронежский была передана Хохольская волость.

### Упразднение
В 1928 году Воронежская губерния и все уезды были упразднены. На территории Нижнедевицкого уезда был образован Нижнедевицкий район Воронежского округа Центрально-Чернозёмной области.

## Население
По данным переписи 1897 года в уезде проживало 167 183 чел. В том числе русские — 98,9 %, украинцы — 1,1 %. В Нижнедевицке проживало 2 409 чел.
По итогам всесоюзной переписи населения 1926 года население уезда составило 305 568 человек, из них городское (г. Нижнедевицк) — 2 272 человек.

## Административное деление
В 1890 году в состав уезда входило 13 волостей:
| № п/п | Волость          | Волостное правление | Число селений | Население |
| ----- | ---------------- | ------------------- | ------------- | --------- |
| 1     | Знаменская       | с. Знаменское       | 24            | 3757      |
| 2     | Истобенская      | с. Истобное         | 4             | 15864     |
| 3     | Никольская       | с. Никольское       | 5             | 10284     |
| 4     | Ново-Ольшанская  | с. Новая Ольшанка   | 5             | 11385     |
| 5     | Пригородненская  | сл. Разброд         | 13            | 12363     |
| 6     | Роговатовская    | с. Роговатое        | 6             | 13828     |
| 7     | Семидесятская    | с. Семидесятное     | 3             | 11284     |
| 8     | Сине-Липяговская | с. Синие Липяги     | 6             | 10004     |
| 9     | Солдатское       | с. Солдатское       | 29            | 11797     |
| 10    | Старо-Меловская  | с. Старое Меловое   | 21            | 14721     |
| 11    | Туровская        | с. Турово           | 4             | 17818     |
| 12    | Чужиковская      | с. Дмитриевское     | 16            | 17704     |
| 13    | Ясеновская       | х. Ясенки           | 13            | 10248     |

В 1913 году в уезде было 14 волостей, упразднены Знаменская и Ясеновская волости, образованы Краснолипецкая (с. Краснолипье), Хохольская (с. Хохол) и Шаталовская (с. Шаталовка) волости.

## Населённые пункты
По переписи 1897 года наиболее крупные населённые пункты уезда:
| - с. Турово — 9148 чел.; - с. Хохол — 7834 чел.; - с. Синие Липяги — 7744 чел.; - с. Истобное — 7137 чел.; - с. Роговатое — 6805 чел.; - с. Семидесятное — 6789 чел.; - с. Новая Ольшанка — 6605 чел.; - с. Никольское — 6032 чел.; - с. Городище — 4742 чел.; | - с. Краснолипье — 4579 чел.; - с. Вязноватовка — 4123 чел.; - с. Верхняя Девица — 4093 чел.; - с. Першино — 3703 чел.; - с. Россошь — 3437 чел.; - с. Ясенки — 3238 чел.; - с. Кочетовка — 2870 чел.; - с. Солдатское — 2817 чел.; | - с. Новосолдатское — 2734 чел.; - с. Новое Меловое — 2634 чел.; - город Нижнедевицк — 2409 чел.; - с. Шаталовка — 2371 чел.; - с. Архангельское — 2223 чел.; - с. Старое Меловое — 2169 чел.; - с. Кулевка — 2097 чел.; - с. Дмитриевское — 2028 чел.; |

## Социальная сфера
Н. И. Лебедева полагает, что у щекунов Нижнедевицкого уезда сохранились некоторые реликты местной домонгольской одежды и обуви (чёрные шушпаны, нагрудники-пузатки, шерстяные чёрные оборы). У щекольщиков села Роговатое имеются архаичные черты в женской одежде (рогатая кичка и т. п.), а вышивки на рубахах схожи с вышивками на старинных рубахах с Черниговщины.